# Grand prix d'architecture
Le grand prix d'architecture est un prix d'architecture décerné par l'Académie des beaux-arts française. Créé en 1975, il récompense un architecte ou un étudiant en architecture de moins de 35 ans.

## Éligibilité
Le concours du Grand Prix d'Architecture de l'Académie des Beaux-Arts est ouvert uniquement aux jeunes architectes n'ayant pas dépassé l’âge de 35 ans.
Les candidats doivent tous être diplômés d'une formation d’architecte, délivré dans les deux ans précédents et par l’une des 20 écoles nationales d'architecture française. Seuls les diplômes ayant obtenu une mention bien ou très bien sont recevables.
Le concours est individuel et anonyme pour la première épreuve sélective .

## Épreuves
Le concours comporte 2 épreuves.
1. La première consiste au rendu d'un dossier réduit composé d'un texte de trois pages indiquant comment et pourquoi ces jeunes architectes ont choisi le programme de leur diplôme, leurs motivations professionnelles et projets individuels. 
2. Les candidats retenus pour participer à la seconde épreuve ont ensuite huit jours ouvrables pour poser les questions qui leur paraîtront utiles et rendre un dossier complet d'une quinzaine de pages ainsi qu'un DVD présentant leur projet. Les candidats doivent aussi réaliser des pièces graphiques (maximum 6), au format A1, et fournir une présentation PowerPoint. 

## Lauréats

### Premiers grands prix -prix Charles Abella
- 2012 - Simon Moisière
- 2010 - Marine Miroux
- 2009 - Aleksandar Jankovic
- 2008 - Vincent Champier
- 2007 - Sébastien Chauvel
- 2006 - Etienne Feher
- 2005 - Taylor Ishmael
- 2004 - Non attribué
- 2003 - Alban Simonet
- 2002 - Philippe Hennequin
- 2001 - Romain Viault
- 2000 - Olivier Roublique
- 1993 - Dominique PÉREIRE
- 1999 - Floriande Cherel
- 1998 - Non attribué
- 1997 - Charles Villeneuve
- 1996 - Frédéric Roda
- 1995 - Eric Raffis
- 1992 - Joseph Nieto
- 1987 - Pascal Barranger
- 1984 - Pierre Alain Uniack
- 1977 - Stephane Millet

### Deuxième grands prix -prix André-Arfvidson
- 2011 - Simon Moisière  Florian Dhormes
- 2010 - Nathanael Dorent
- 2009 - Vinciane Albrecht
- 2008 - Solveig Doat
- 2007 - Christophe Barlieb
- 2006 - Julien Rouby
- 2005 - Fabrizio Esposito
- 2004 - Non attribué
- 2003 - Cyrille Refaut
- 2002 - Loïc Coquin
- 2001 - Alban Simonet
- 2000 - Isabelle Kohler
- 1999 - Julie Khan Muchir
- 1998 - Laurent Broyon
- 1997 - Etienne Jacquin
- 1983 - Éric Jaffré
- 1978 - Michel Guille

### Troisième prix -prix Paul-Arfvidson
- 2010 - Catherine Maraite
- 2009 - LIU RuiFeng
- 2008 - Fabrizio Esposito
- 2007 - Vincent Champier
- 2006 - Jean-Sébastien Schwartz
- 2005 - Laurent Lorcy 2004 - Chloé Fellous et Nicolas Maslier
- 2003 - Benjamin Chanu
- 2002 - Thimotée Berger
- 2001 - Julie Nouvel
- 2000 - Alban Simonet
- 1999 - Franck Constans
- 1998 - Non attribué
- 1997 - François Zab

## Historique
Préalablement au Grand prix d’architecture existait le Grand Prix annuel d'architecture décerné par le Cercle d'Etudes Architecturales.